# Padres da Igreja

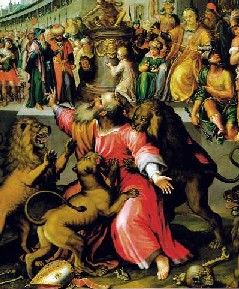
Martírio de Santo Inácio de Antioquia, um dos primeiros Padres da Igreja

Padres da Igreja, Santos Padres, Pais Apostólicos ou Pais da Igreja foram influentes teólogos, professores e mestres cristãos, na grande maioria importantes bispos de igrejas cristãs primitivas. Seus trabalhos acadêmicos foram utilizados como precedentes doutrinários nos séculos subsequentes. Os padres da Igreja foram classificados entre os séculos II e VII. O estudo dos escritos dos Padres da Igreja é denominado Patrística.
As igrejas católica apostólica romana, católica ortodoxa e parte das igrejas protestantes (incluindo as igrejas luterana, presbiteriana, anglicana e  batista) acreditam que os pais da igreja proporcionaram a interpretação correta da Sagrada Escritura e distinguiram as autênticas doutrinas, combatendo veementemente as heresias da época.
Os escritos dos padres da Igreja podem ser definidos como "o primeiro conjunto de literatura cristã posterior ao Novo Testamento". Apesar de muitas diferenças, esses escritos apresentam características comuns, como a simplicidade intelectual e doutrinária, a grande reverência pelo Antigo Testamento, além da preocupação com a liderança eclesiástica, numa época em que a Igreja começava a experimentar forte processo de institucionalização.

## Grandes Padres
No Cristianismo, tanto no Ocidente quanto no Oriente, quatro padres são chamados "Grandes Pais da Igreja", como segue:
- Igreja do Ocidente: Santo Ambrósio de Milão (dC 340-397), São Jerônimo de Estridão (347-420), Santo Agostinho de Hipona (354-430) e São Gregório Magno (540-604).
- Igreja Oriental: São Basílio de Cesareia (329-379), Santo Atanásio de Alexandria (296-373), São Gregório de Nazianzo (329-389) e São João Crisóstomo (347-407).

Estes são também chamados os "Oito Doutores da Igreja".

## Pais da Igreja Católica
Os primeiros teólogos da Igreja Católica Apostólica Romana que também eram conhecidos pelos mesmos como Padres Apostólicos ou mesmo Pais da Igreja (dentro de duas gerações após os Apóstolos de Cristo), são normalmente chamados Padres. Incluem Clemente de Roma, Inácio de Antioquia e Policarpo de Esmirna. Além disso, os textos Didaquê e Pastor de Hermas são normalmente colocados entre os escritos dos Padres Apostólicos, embora os seus autores sejam desconhecidos.

### Clemente de Roma
A primeira epístola de Clemente (c. 35–97) foi escrita c. 96), tendo sido  copiada e amplamente lida nos primeiros séculos do cristianismo. Clemente convida os discípulos de Cristo de Corinto a manter a harmonia e a ordem seguindo os dogmas católicos. Ela é a primeira epístola considerada cristã fora do Novo Testamento. Clemente foi o quarto papa e bispo de Roma e sua epístola afirma o primado papal.

### Inácio de Antioquia
Santo Inácio de Antioquia (também conhecido como Teóforo; c. 35-110) foi o terceiro Bispo ou Patriarca de Antioquia, dizem ser um possível aluno do Apóstolo João e supostamente ordenado pelo próprio Pedro. Inácio foi martirizado em Roma, Ele escreveu uma série de cartas que foram preservadas com sua teologia católica. Tópicos importantes abordados nessas cartas acerca das doutrinas pregadas no A.T e N.T das escrituras bíblicas ensinando sacramentos, mariologia e instituição de papeis hierárquicos como bispos, e o primado papal. Nas cartas também prega a guarda do domingo, além da unidade e infalibilidade da Igreja Católica. Ele é o segundo depois de Clemente a mencionar as epístolas de Paulo.

### Policarpo de Esmirna
Policarpo de Esmirna (c. 69–c. 155) foi bispo de Esmirna (atualmente na Turquia). Sua vida é narrada nas Epístolas de Santo Inácio, em sua própria epístola aos Filipenses e em algumas passagens de Ireneu de Lyon. Policarpo tentou persuadir o Papa Aniceto, para que o Ocidente celebrasse a Páscoa, em 14 de Nisan, como no Oriente e dos costumes relatados nas escrituras bíblicas dos evangelhos dos Apóstolos. O papa rejeitou a sugestão de que o Oriente usasse a data ocidental. Em sua epístola afirma o primado papal. c. 155, os esmirnenses exigiram a execução do bispo Policarpo por ser católico, ele foi queimado vivo, como um mártir defensor do catolicismo, os seus restos foram recuperados como relíquias e venerados.

## Padres gregos
Aqueles que escreveram em grego são chamados Padres ou Pais gregos. Padres gregos famosos incluem: Irineu de Lyon, Clemente de Alexandria, Atanásio de Alexandria, João Crisóstomo, Cirilo de Alexandria e os Padres ou Pais da Capadócia (Basílio de Cesareia, Gregório Nazianzeno, Pedro de Sebaste e Gregório de Níssa), e Máximo, o Confessor.

### Irineu de Lyon
Santo Irineu, (século II - c. 202), foi Bispo de Lugduno na Gália (atualmente Lyon, França). Seus escritos foram importantes no desenvolvimento da teologia cristã, ele foi um notável apologista cristão. Ele também foi um discípulo de Policarpo. 
Seu escrito mais conhecido, Contra as heresias c. 180 enumerou as heresias e as atacaram, especialmente o gnosticismo. Ele enfatizou os elementos tradicionais da Igreja Católica, especialmente o episcopado, a Escritura e a Tradição. Irineu escreveu que a única maneira para os cristãos manterem a unidade era aceitar a autoridade dos concílios e o primado papal. Irineu também defendeu a canonicidade dos quatro evangelhos.

### Clemente de Alexandria
Clemente de Alexandria (nascido Tito Flávio Clemente, em latim Titus Flavius Clemens; c. 150–{{Circa|215|nl), foi um membro notável da Igreja de Alexandria e um de seus mestres mais ilustres. Ele foi professor de Orígenes. Seus ensinamentos mais característicos são a insistência sobre a similaridade entre a fé cristã comum e a ciência, assim como sua interpretação alegórica do Antigo e Novo Testamento e sua defesa da Tradição.

### Orígenes de Alexandria
Orígenes Adamâncio (Adamantius, c. 185 – c. 254) foi um egípcio que ensinou em Alexandria, onde Clemente havia ensinado. O patriarca de Alexandria, o apoiou inicialmente, mas posteriormente ele seria expulso por ter sido ordenado sem a permissão do patriarca. Ele mudou-se para Cesareia Marítima e morreu ali depois de ter sido torturado durante uma perseguição.
Usando seu conhecimento de hebraico, ele corrigiu a Septuaginta. Ele escreveu comentários sobre todos os livros da Bíblia. Ele também articulou a primeira exposição filosófica da doutrina cristã, interpretou a Escritura de maneira alegórica, e professou explicitamente o primado papal.
Alguns de seus escritos são polêmicos e alguns estudiosos sugerem que Orígenes acreditaria na reencarnação da alma sucessivas vezes, outros estudiosos porém afirmam que não há nenhuma prova que Orígenes acreditava na reencarnação mas muitos de seus pontos de vista sobre a Trindade e a matéria foram declaradas anátema no século VI.
Orígenes diz que, Jesus presente entre as pessoas unidas em seu nome, "está disposto a iluminar os corações daqueles que desejam entender sua doutrina", e Chiara Lubich acrescenta que: "Orígenes deixa claro com estas palavras que se trata de uma iluminação vital e sapiencial, que atinge o homem todo, e não se trata penas de uma iluminação intelectual. (54)
FONTES: 1) Comment In Math XII, 15, PG, 13, 1131
2) Livro: Escritos Espirituais, volume 3, de  Chiara Lubich, editora cidade nova, São Paulo, 1983, páginaas 157 e 158.
3) Livro: Jesus no meio, de Chiara Lubich, editora cidade nova, pág, 45.

### Atanásio de Alexandria
Atanásio de Alexandria (c. 293–373) foi um teólogo egípcio, Patriarca de Alexandria e um notável líder do século IV. Ele é lembrado por seu papel no conflito contra o arianismo no Primeiro Concílio de Niceia (325). Atanásio defendeu os cânones do Novo Testamento, incluindo todos os livros aceitos (as listas anteriores omitiam alguns livros) e sua relação com o Papa Júlio I é um exemplo do primado papal.

### Cirilo de Alexandria
Cirilo de Alexandria (c. 378-444) foi um teólogo e Patriarca de Alexandria. Cirilo escreveu extensivamente e foi um protagonista principal nas controvérsias cristológicas do século IV tardio e do início do século V. Ele foi uma figura central no Primeiro Concílio de Éfeso em 431. Cirilo é considerado tanto um dos Padres da Igreja Católica quanto um Doutor da Igreja Católica. Cirilo defendeu a união perfeita entre as duas naturezas de Cristo, desenvolveu a mariologia, e sua relação com o Papa Celestino I é um exemplo do primado papal. Sua reputação no mundo cristão, tem resultado em seus títulos "Pilar da Fé" e "Selo de todos os Padres".

### João Crisóstomo
João Crisóstomo (c. 347–c. 407), Patriarca de Constantinopla, é conhecido como um pregador, teólogo e liturgista. João é conhecido por ser contra o abuso da riqueza, pela defesa do auxílio aos pobres, pela veneração e sua relação com o Papa Inocêncio I é um exemplo do primado papal. Depois de sua morte (ou, segundo algumas fontes, durante a sua vida), foi lhe concedido o sobrenome grego Chrysostomos (transliterado como Crisóstomo), que significa "boca de ouro".

### Padres da Capadócia
Os Pais ou Padres da Capadócia promoveram a teologia cristã católica, e são muito respeitados nas igrejas ocidentais e orientais como santos. Eles viveram no século IV – de forma monástica, liderados pela Abadessa e Santa Macrina, a Jovem, que forneceu um local central para seus irmãos estudarem e meditarem, e também para proporcionar um refúgio de paz para a sua mãe. Macrina promoveu a educação e o desenvolvimento de três homens que se tornaram bispos e são coletivamente designados os Padres da Capadócia; Basílio de Cesareia, Gregório de Níssa, e Pedro de Sebaste.
Esses estudiosos, juntamente com um amigo próximo, Gregório Nazianzeno, fizeram contribuições importantes para a definição dogmática da Trindade finalizado no Primeiro Concílio de Constantinopla em 381.

#### Basílio de Cesareia
Basílio, o Grande (c. 329–379), teólogo e bispo de Cesareia, foi um importante liturgista, ele também defendeu a veneração e o primado papal. Através de seus exemplos e ensinamentos Basílio efetuou uma notável moderação nas práticas austeras que anteriormente eram característicos da vida monástica.

#### Gregório de Níssa
Gregório de Níssa (m. após 385 ou 386) foi teólogo e bispo de Níssa, defendendo o asceticismo e a castidade. A maioria de seus escritos tratam das Sagradas Escrituras, que interpretava alegoricamente, inspirando-se em Orígenes.

#### Pedro de Sebaste
Pedro de Sebaste (c. 340–391) foi um teólogo e bispo de Sebaste que, como seus irmãos, defendeu o asceticismo e a castidade.

#### Gregório Nazianzeno
Gregório Nazianzeno (330–389 ou 390), também conhecido como Gregório de Nazianzo ou Gregório, o Teólogo, foi Patriarca de Constantinopla e é considerado um dos mais notáveis padres da Igreja. Inicialmente ele pertencia a um seita herética e foi convertido ao catolicismo por sua esposa.
Abordou sobre as responsabilidades dos funcionários da Igreja, a natureza do Espírito Santo, e antes de assumir seu episcopado, aceitou o primado papal. Ele também é um Doutor da Igreja.

## Padres latinos
Os pais que escreveram em latim são chamados Padres ou Pais latinos. Os Padres latinos mais famosos incluem Tertuliano (que posteriormente se converteu para o Montanismo), Cipriano de Cartago, Leão, o Grande, Gregório, o Grande, Agostinho de Hipona, Ambrósio de Milão e Jerônimo de Estridão.

### Tertuliano
Quinto Setímio Florente Tertuliano (em latim: Quintus Septimius Florens Tertullianus; c. 160–c 225), se converteu ao cristianismo antes de 197, foi um escritor prolífico de apologética, obras teológicas e ascéticas. Ele era filho de um centurião romano. Tertuliano era um advogado em Roma.
Denunciou doutrinas cristãs que considerava heréticas. Tertuliano defendeu a Santíssima Trindade, desenvolveu a mariologia e é homenageado como o “Pai da Igreja Latina”. Após 206 ele se juntou aos montanistas, uma seita acusada de herética que aceitava o seu rigorismo. Algum tempo depois ele se separou dos montanistas e fundou uma seita de sua autoria. Os tertulianistas restantes foram reconciliados com a Igreja Católica por Santo Agostinho. Ele demonstrou-se contra o primado papal defendido pelo Papa Calisto I.
Tertuliano considerava a mulher "o portão do Diabo" , "um templo construído sobre um esgoto" - a responsável do primeiro pecado, e da perdição humana, a primeira desertora da lei divina, a destruidora do Homem, ("a imagem de Deus"), aquela por causa de quem até "o Filho de Deus teve de morrer".

### Cipriano de Cartago
Cipriano de Cartago (nascido Táscio Cecílio Cipriano; m. 258) foi bispo de Cartago e um importante escritor da Igreja no século III. Ele nasceu provavelmente no Norte da África, talvez em Cartago, onde recebeu uma excelente e clássica educação pagã. Após sua conversão ao cristianismo, tornou-se bispo (249) e, eventualmente, morreu como mártir em Cartago. Cipriano teve um papel importante no cisma provocado pelo antipapa Novaciano, demonstrando-se fiel ao Papa Cornélio e sugerindo o primado papal. Cipriano acreditava que os pecadores que mostrassem contrição e arrependimento verdadeiro podiam ter seus pecados perdoados. Ele convocou e dirigiu diversos sínodos em Cartago para tratar do assunto do rebatismo dos heréticos (lapsi).

### Ambrósio de Milão
Santo Ambrósio (c. 338–397), foi um teólogo e bispo de Milão que se tornou uma das figuras eclesiásticas mais influentes do século IV. Ele escreveu sobre os sacramentos, especialmente a confissão, a Trindade, a salvação pela fé e boas obras, e se dedicou ao estudo da mariologia.

### Jerónimo de Estridão
São Jerónimo (c. 347–420) é mais conhecido como o tradutor da Bíblia do grego antigo e do hebraico para o latim, a Vulgata, a pedido do Papa Dâmaso I e auxiliado por Santa Paula, versão que permanece como um texto importante da liturgia e culto da Igreja Católica. Ele é considerado como Doutor da Igreja. 
Jerónimo também foi um Apologista cristão. Seus escritos são extensos e trataram sobre a exegese e a mariologia.

### Agostinho de Hipona
Agostinho de Hipona (354–430), bispo de Hipona, foi um filósofo e teólogo. Agostinho é uma das figuras mais importantes do cristianismo. Ele moldou o conceito de pecado original e desenvolveu a crença da Igreja como a cidade espiritual de Deus (em um livro de mesmo nome), distinta da cidade material do homem. Santo Agostinho também desenvolveu a teoria da Predestinação, que foi retomada no século XVI, pelo ex-monge agostiniano Martinho Lutero e, posteriormente, por João Calvino, figuras importantíssimas na Reforma Protestante. Agostinho também defendia o primado e infalibilidade papais. Seu pensamento influenciou profundamente a visão do homem medieval.
Agostinho nasceu na atual Argélia, sua mãe era cristã, Santa Mônica. Ele foi educado no Norte da África e resistiu às expectativas de sua mãe para se tornar cristão. Ele tomou uma concubina, e tornou-se um Maniqueísta. Posteriormente ele se converteu ao catolicismo, tornou-se um bispo, e lutou contra as heresias, como o Pelagianismo. Suas obras ainda são lidas em todo o mundo.

### Leão, o Grande
Leão I, o Grande (c. 400–461) foi papa de 440 a 461. Nasceu na Toscana e defendeu categoricamente a união perfeita entre as duas naturezas de Cristo e o primado papal. Ele também é um Doutor da Igreja.

### Gregório, o Grande
Gregório I, o Grande ((c. 540–604) foi papa de 590 até sua morte. Seus escritos e métodos teológicos seriam marcantes na Idade Média. Seu estilo de canto é denominado de “canto gregoriano”. Ele defendeu o primado papal. Gregório é o santo padroeiro dos músicos, cantores, estudantes e professores. Ele também é um Doutor da Igreja.

## Padres do Deserto
O Padres do Deserto foram clérigos monásticos que viveram no deserto egípcio, apesar de não terem escrito tanto, a sua influência também é grande. Padres do Deserto são Antônio, o Grande e São Pacômio.

### Antônio, o Grande
Antônio do Deserto (c. 251–356), ou Antão, foi um teólogo e monge, um dos primeiros a viver no deserto, uma mudança geográfica que parece ter contribuído para a sua notoriedade. É considerado o “Pai de Todos os Monges”.  Defendeu um estilo de vida baseado no asceticismo, jejum, oração, castidade e ajuda aos pobres.

### Abba Pacômio
Abba Pacômio (c. 292–348), também conhecido como Pacômio ou Pakhom, cujo nome significa "o falcão”, foi o fundador do monasticismo cenobita. Nasceu em Tebas, e quando recrutado pelo exército romano recusou-se a servir e foi preso, sendo cuidado por cristãos. Quando libertado, foi convertido e batizado, passando a seguir uma vida asceta e a defender o asceticismo.